# Malmö chokladmuseum
Malmö Chokladmuseum invigdes sommaren 2006 som första och enda chokladmuseum i Sverige. Det är ett litet privat museum som tillsammans med en butik, café och chokladtillverkning är Malmö Chokladfabrik. De är inhysta i Mazettis gamla fabrik i centrala Malmö. I museet visas allt som har med choklad att göra; gamla produktkartonger, burkar och förpackningar. Till de mest kända hör Mazettiprodukter som Dumleklubban och ögonkakaon. Här får man lära sig om choklad i allmänhet, om Mazettis 120-åriga historia och hur man gör choklad. Det är även här, i en chokladnostalgisk miljö som grupper kan komma och prova praliner och annat. 
Chokladen tillverkas efter gamla recept och familjen Mazetti är fortfarande delaktiga i tillverkningen. Fabriken är den enda i landet som tillverkar choklad hela vägen från kakaoböna till färdig pralin. 

## Historia
Allt började när Malmö Chokolad & Konfektfabriks Aktiebolag startades av Emil Mazetti-Nissen 1888. 
1945, efter att fabriken utvidgats, köptes en del av Barkgatan och Richters Bryggeri- kvarteret. 
I början av 1960-talet flyttades kakaoproduktionen in i Bryggeriet och Europas då modernaste kakaofabrik var igång.
1975 såldes företaget till Fazer som fortsatte produktionen till år 1993. Fastigheten stod tom till år 2002 då den blev konferens/kurs- och nattklubbsverksamhet. 
Sedan 2004 hyser lokalerna Malmö Chokladfabrik AB med produktion av handgjorda praliner och choklad.
2006 öppnades dörrarna till Malmös chokladmuseum.

## Chokladmuseum i världen
Sverige är långt ifrån det enda landet i världen som tycker att chokladens historia är spännande. Även i Barcelona, Québec  och Biarritz finns det chokladmuseer.